# Peginterferon
Peginterferoni so pegilirani interferoni, le-ti pa so skupina beljakovin, ki jih izdelujejo celice po stiku ali okužbi z virusi, bakterijami, endotoksini, polisaharidnimi velemolekulami ter drugimi kemičnimi induktorji in ki učinkuje nespecifično protivirusno, imunoregulatorno, včasih tudi protitumorsko.  Pegilacija pomeni, da je na interferon vezan polietilenglikol, kar povzroči daljše delovanje interferona v telesu.
Na tržišču sta dve obliki:
- peginterferon alfa-2a
- peginterferon alfa-2b

Uporabljata se za zdravljenje hepatitisa B in hepatitisa C.